# Florida (kommun i Honduras, Departamento de Copán, lat 15,17, long -88,81)
Florida är en kommun i Honduras.   Den ligger i departementet Departamento de Copán, i den västra delen av landet, 210 km nordväst om huvudstaden Tegucigalpa. Antalet invånare är 24 983.